# Yoshitoshi ABe
Yoshitoshi ABe (安倍 吉俊?, Abe Yoshitoshi; Tokyo, 3 agosto 1971) è un fumettista e animatore giapponese.
L'autore scrive il suo cognome in rōmaji con la "B" in maiuscolo: ABe.

## Biografia
Si è laureato in disegno all'Università Nazionale di Tokyo di Musica e Belle Arti. È diventato famoso per l'anime d'avanguardia Serial Experiments Lain ed è collega ed amico di Chiaki J. Konaka con cui ha collaborato nelle serie Serial Experiments Lain ed in Texhnolyze.
Ha inoltre prodotto l'anime Haibane Renmei, dapprima creato sotto forma di dōjinshi dallo stesso ABe; ed è il character designer dell'anime NieA_7.
Nel 1994 vince il Monthly Afternoon 1994 Four Seasons summer contest.

## Vita privata
L'11 novembre 2011, si sposa con l'artista e sua assistente Sasaki Yukari. Il 21 settembre 2012 nasce suo figlio.

## Opere

### Manga
- 2001 - NieA_7

### Doujinshi
- 1996 Furumachi e Shooting Star
- 1997 White Rain
- 1998 Sui-Rin
- 1999 T.Prevue Version 0.9 e Faces
- 2000 K.S.M.E e Sketches
- 2001 Haibane Renmei - The Haibanes of Old Home (Ch.1 & 2)
- 2002 Haibane Renmei - Haibane Lifestyle Diary e Haibane Renmei - The Haibanes of Old Home (Extra)
- 2003 Ryuu Tai e Not Found
- 2004 Haibane Renmei - Kyakuhonshuu[1] - Volume 1,2 e 3

### Artbook
- 1998 Charcoal Feather Federation (Haibane Renmei)
- 1999 Serial Experiments Lain - An Omnipresence in the Wired
- 2001 Essence (The Art of Yoshitoshi ABe) e NieA Under 7 - Scrap
- 2003 Haibane Renmei - In the Town of Guri, in the Garden of Charcoal Feathers

### Light Novel
- 2004 - All You Need Is Kill

### Anime
- 1998 - Serial Experiments Lain; autore, conceptual design, character design
- 2000 - NieA_7; conceptual design, character design, direttore delle animazioni
- 2002 - Haibane renmei; creatore, sceneggiatore, organizzatore generale
- 2003 - Texhnolyze; conceptual design, character design
- 2006 - Welcome to the N.H.K.; illustrazioni della novel originale
- 2019 - RErideD: Derrida, who leaps through time; character design
- TBA - Despera